# Leichtathletik-Weltmeisterschaften 2022/4 × 400 m der Männer

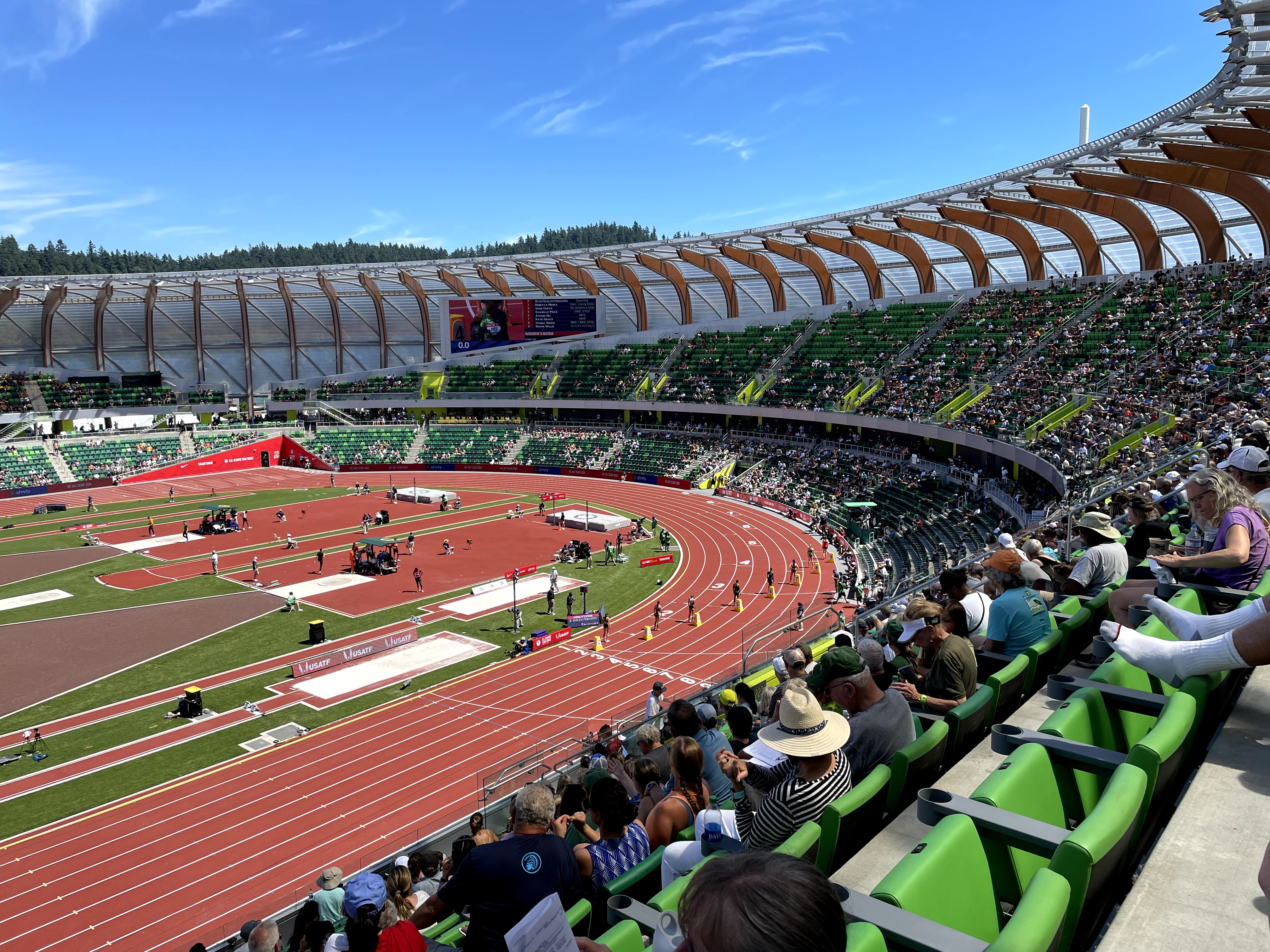
Das Stadion New Hayward Field im Jahr 2021

Die 4-mal-400-Meter-Staffel der Männer bei den Leichtathletik-Weltmeisterschaften 2022 wurde am 23. und 24. Juli 2022 im Hayward Field der Stadt Eugene in den Vereinigten Staaten ausgetragen.
Weltmeister wurde die Staffel der Vereinigten Staaten in der Besetzung Elija Godwin, Michael Norman (Finale), Bryce Deadmon und Champion Allison (Finale) sowie den im Vorlauf außerdem eingesetzten Vernon Norwood und Trevor Bassitt.

Den zweiten Platz belegte Jamaika mit Akeem Bloomfield, Nathon Allen (Finale), Jevaughn Powell und Christopher Taylor (Finale) sowie den im Vorlauf außerdem eingesetzten Karayme Bartley und Anthony Cox.

Bronze ging an Belgien mit Dylan Borlée, Julien Watrin, Alexander Doom (Finale) und Kevin Borlée sowie dem im Vorlauf außerdem eingesetzten Jonathan Sacoor.
Auch die nur im Vorlauf eingesetzten Läufer erhielten entsprechendes Edelmetall. Rekorde und Bestleistungen standen dagegen nur den tatsächlich laufenden Athletinnen zu.

## Anmerkung
Einige Läufer kamen nur in der Vorrunde, andere nur im Finale zum Einsatz. Diese Einsätze sind jeweils in Klammern mit einer entsprechenden Anmerkung versehen.

## Rekorde

### Bestehende Rekorde
| Weltrekord | USA (Andrew Valmon, Quincy Watts Harry Reynolds, Michael Johnson) | 2:54,29 min | WM Stuttgart, Deutschland | 22. August 1993 |
| WM-Rekord  | USA (Andrew Valmon, Quincy Watts Harry Reynolds, Michael Johnson) | 2:54,29 min | WM Stuttgart, Deutschland | 22. August 1993 |

Der bestehende WM-Rekord, gleichzeitig Weltrekord, wurde bei diesen Weltmeisterschaften nicht erreicht. Die schnellste Zeit erzielte das Weltmeisterquartett aus den Vereinigten Staaten im Finale mit 2:56,17 min. Damit blieb das Team 1,88 s über dem Rekord. Die Siegerzeit stellte eine neue Weltjahresbestleistung dar.

### Rekordverbesserungen
Ein Landesrekord wurde zweimal verbessert:
- 3:02,42 min – Tschechien (Matěj Krsek, Pavel Maslák, Michal Desenský, Patrik Šorm), zweites Halbfinale am 23. August
- 3:01,65 min – Tschechien (Matěj Krsek, Pavel Maslák, Michal Desenský, Patrik Šorm), Finale am 24. August

## Vorrunde
23. Juli 2022, 17:40 Uhr
Die Vorrunde wurde in zwei Läufen durchgeführt. Die ersten drei Staffeln pro Lauf – hellblau unterlegt – sowie die darüber hinaus zwei zeitschnellsten Teams – hellgrün unterlegt – qualifizierten sich für das Finale.

### Vorlauf 1
23. Juli 2022, 17:40 Uhr Ortszeit (24. Juli 2022, 2:40 Uhr MESZ)
| Platz | Staffel             | Besetzung                                                                        | Zeit (min) |
| ----- | ------------------- | -------------------------------------------------------------------------------- | ---------- |
| 1     | USA                 | Elija Godwin Vernon Norwood (Vorlauf) Bryce Deadmon Trevor Bassitt (Vorlauf)     | 2:58,96    |
| 2     | Japan               | Fuga Satō Kaitō Kawabata Julian Walsh Yuki Joseph Nakajima                       | 3:01,53    |
| 3     | Jamaika             | Akeem Bloomfield Jevaughn Powell Karayme Bartley (Vorlauf) Anthony Cox (Vorlauf) | 3:01,59    |
| 4     | Trinidad und Tobago | Dwight St. Hillaire Jereem Richards Asa Guevara Kashief King (Vorlauf)           | 3:02,75    |
| 5     | Niederlande         | Isayah Boers Terrence Agard Nick Smidt Ramsey Angela                             | 3:03,14    |
| 6     | Indien              | Muhammed Anas Muhammed Ajmal Variyathodi Naganathan Pandi Rajesh Ramesh          | 3:07,29    |
| DNS   | Südafrika           |                                                                                  |            |

### Vorlauf 2
23. Juli 2022, 17:52 Uhr Ortszeit (24. Juli 2022, 2:52 Uhr MESZ)
| Platz | Staffel                 | Besetzung                                                                | Zeit (min)                                          |
| ----- | ----------------------- | ------------------------------------------------------------------------ | --------------------------------------------------- |
| 1     | Belgien                 | Julien Watrin Dylan Borlée Jonathan Sacoor (Vorlauf) Kevin Borlée        | 3:01,96000                                          |
| 2     | Tschechien              | Matěj Krsek Pavel Maslák Michal Desenský Patrik Šorm                     | 3:02,42 NR                                          |
| 3     | Polen                   | Maksymilian Klepacki Karol Zalewski Mateusz Rzeźniczak Kajetan Duszyński | 3:02,51000                                          |
| 4     | Frankreich              | Thomas Jordier Loïc Prévot Simon Boypa Téo Andant                        | 3:03,13000                                          |
| 5     | Italien                 | Lorenzo Benati Vladimir Aceti Brayan Lopez Edoardo Scotti                | 3:03,43000                                          |
| 6     | Deutschland             | Marvin Schlegel Manuel Sanders Marc Koch Patrick Schneider               | 3:04,21000                                          |
| 7     | Botswana                | Isaac Makwala Zibane Ngozi Keitumetse Maitseo (Vorlauf) Leungo Scotch    | 3:07,32000 nach Juryentscheid zum Finale zugelassen |
| DNS   | Dominikanische Republik |                                                                          |                                                     |

## Finale

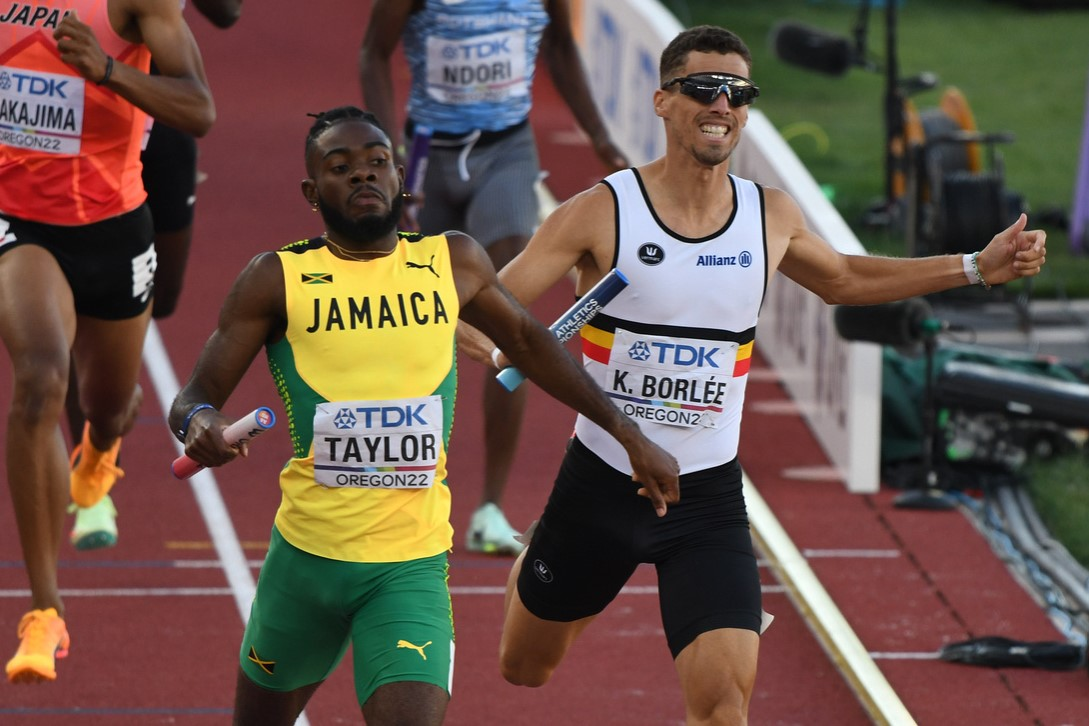
Silbermedaillengewinner Jamaika erreichte das Ziel mit Christopher Taylor als Schlussläufer knapp vor Belgien mit Kevin Borlée

23. Juli 2022, 19:50 Uhr Ortszeit (24. Juli 2022, 4:50 Uhr MESZ)
| Platz | Staffel             | Besetzung | Zeit (min) |
| ----- | ------------------- | --- | ---------- |
| 1     | USA                 | Elija Godwin Michael Norman (Finale) Bryce Deadmon Champion Allison (Finale) im Vorlauf außerdem: Vernon Norwood Trevor Bassitt     | 2:56,17 WL |
| 2     | Jamaika             | Akeem Bloomfield Nathon Allen (Finale) Jevaughn Powell Christopher Taylor (Finale) im Vorlauf außerdem: Karayme Bartley Anthony Cox | 2:58,58000 |
| 3     | Belgien             | Dylan Borlée Julien Watrin Alexander Doom (Finale) Kevin Borlée im Vorlauf außerdem: Jonathan Sacoor                                | 2:58,72000 |
| 4     | Japan               | Fuga Satō Kaitō Kawabata Julian Walsh Yuki Joseph Nakajima                                                                          | 2:59.51 AS |
| 5     | Trinidad und Tobago | Dwight St. Hillaire Jereem Richards Shakeem Mc Kay (Finale) Asa Guevara im Vorlauf außerdem: Kashief King                           | 3:00,03000 |
| 6     | Botswana            | Zibane Ngozi Leungo Scotch Isaac Makwala Bayapo Ndori (Finale) im Vorlauf außerdem: Keitumetse Maitseo                              | 3:00,14000 |
| 7     | Frankreich          | Thomas Jordier Loïc Prévot Simon Boypa Téo Andant                                                                                   | 3:01,35000 |
| 8     | Tschechien          | Matěj Krsek Pavel Maslák Michal Desenský Patrik Šorm                                                                                | 3:01,65 NR |
| 9     | Polen               | Maksymilian Klepacki Karol Zalewski Mateusz Rzeźniczak Kajetan Duszyński                                                            | 3:02,51000 |

## Video
- Men's 4x400m Final - World Athletic Championship 2022, youtube.com, abgerufen am 9. August 2022